# Safnern
Safnern (anciennement en français Savagnier) est une commune suisse du canton de Berne, située dans l'arrondissement administratif de Bienne.